# Antoine-Tristan Danty d'Isnard
 (mars 2022).
Antoine-Tristan Danty d'Isnard (ou Danthi-Disnard) est un botaniste français, né le 12 mai 1663 à Londres et mort le 15 mai 1743 à Paris.

## Biographie
Son père est appelé par le roi Charles II d'Angleterre (1630-1685) pour combattre une épidémie de peste en 1661. Les Danty d'Isnard reviennent en France en 1668. Antoine-Tristan obtient son titre de docteur en 1703 à Paris.[réf. nécessaire]
À la mort de Joseph Pitton de Tournefort en 1708, il lui succède brièvement comme démonstrateur au Jardin du Roi mais il démissionne très vite et[réf. nécessaire] est remplacé par Antoine de Jussieu. Il devient adjoint botaniste de l'Académie des sciences le 25 janvier 1716, premier titulaire et associé chimiste le 11 août 1721 et associé botaniste le 20 août 1722.
Il signe le catalogue des plantes du Jardin du Roi en 1709. Il récolte de nombreuses plantes de la région parisienne où il herborise avec Tournefort, Sébastien Vaillant et Antoine de Jussieu. Son herbier, acheté par Philibert Commerson puis par Adrien de Jussieu, est conservé au Muséum national d'histoire naturelle.[réf. nécessaire]